# Ботевградски говор
С названието ботевградски говор или орханийски говор се схваща диалекта говорен в Ботевградското и Етрополското поле. Той се намира непосредно до ятовата граница и е много близък до съседния пирдопски говор.

## Фонетични особености
- Гласната a вместо стб. ѫ, ъ, ь без оглед на ударението: пат, маш, плèтем, плетàт, чèтем, четàт; даш (дъжд), бàчва, кàсно, дàнак, пèсак; тàнак (тънък), пан (пън), сàмна се, огàн. В предлозите и представките във и въз вместо ъ обаче има о: вов водàта, воз вирà, восèдна, возглàве. A в турски думи се среща ерова гласна: артъ̀к, бакъ̀р, калъ̀ч.
- Сонантни (сричкообразуващи) р и л: вр̥х, гр̥п, гр̥̀ло; пл̥х, пл̥н, бл̥̀а (бълха).
- Преглас на гласна a след мека съгласна в е: оздравèвам, отговàрем, остàвем, намалèвам, глобèвам, скàчем (скачам).
- Липса на йотация, т.е. на съгласна й между две гласни: пèем (пея), копàем, пѝем, вѝем, пèат (пеят).

## Морфологични особености
- Членна форма -а за мъжки род: крака, гр̥ба, носа, човèка; кòня, пàк’я, злѝя.
- Глаголно окончание -а за 1 л. ед. ч. сег. време: чèтем, смèем се, òдим.
- Частица за бъдеще време ще за 1 лице и че останалите лица (че вѝдим, че чèтем; че вѝдим, че четем, че ти кажем), която може да се свързва и със съюза да: че да видиме, че да видат, вàзе че да e мàчно.
- Лично местоимение за 3 лице той, тя, то, те, като гломеративната падежна форма за мн. число е них, a не тех: и он е като нѝх, они нѝх са питàли. От формата них е образувано местоименно притежателно прилагателно: нѝен, нѝйна, нѝйно, нѝйни.

## Прилики и разлики със съседните говори
Ботевградският говор е много близък, почти напълно еднакъв с разположения на изток от него пирдопски говор, от който се различава по западния си прегласен ятов изговор.